# Roszner Ervin
Báró Roszner Ervin (néhol Rostner, vagy Rosner, Varsány, 1852. december 19. vagy 31. – Telekes, 1928. október 2.) magyar politikus, a király személye körüli miniszter, császári és királyi kamarás, egyházjogi szakíró.

## Életrajza
A Nógrád vármegyei Varsányban született 1852. december 19-én, vagy 31-én. Jogi tanulmányait a bécsi egyetemen, az egri érseki jogakadémián és a Budapesti Tudományegyetemen végezte. 1876-ban diplomázott le. Ezután a nagyváradi jogakadémián volt az egyházjog tanára 1887-ig, 1878-tól egyetemi magán-, 1879-től nyilvános rendkívüli, 1880-tól pedig nyilvános rendes egyetemi tanári minőségben. 1877 és 1885 között származása révén tagja volt a főrendiháznak a parlamentben.
Állását az 1887-es választások kedvéért hagyta ott, ahol a Szabadelvű Párt színeiben országgyűlési mandátumot nyert. Ezután kinevezték előbb Hont, majd Máramaros vármegye főispánjává. Az 1890-es évek elején kibontakozott, majd keresztülvitt egyházjogi reformok (pl. a polgári házasság intézményének bevezetése) során élénk jogértelmezési vitába keveredett a szintén egyházjogász Kováts Gyulával, illetve Timon Ákossal, főleg a házasság kérdéskörében. Ezzel kapcsolatban Roszner írt is egy összefoglaló történelmi művet 1887-ben mintegy ötszáz oldalon Régi magyar házassági jog címmel. Mikor ezt Kováts egy írásában megtámadta (Roszner megfelelő latintudását is kétségbe vonva), Roszner Néhány szó „Régi magyar házassági jog” című munkám védelméül címmel 1888-ban kiadatott egy újabb írást, amiben válaszolt a vádakra.
1903. december 10-én Fiume kormányzója lett, ahol a vesztegetési botrányba keveredett Szapáry Lászlót váltotta a tisztségben. Innét 1905. február 17-én távozott. Közel egy évvel korábban, 1904. május 31-én érdemei elismeréséül kinevezték valóságos belső titkos tanácsossá. A Szabadelvű Párt széthullása után egy ideig a törvényhozáson kívül tevékenykedett, mígnem 1912 és 1915 között származása révén újfent a főrendiház tagja volt a parlamentben, ahol a Nemzeti Munkapárthoz csatlakozott.
Az Országgyűlés felsőházában Tisza István egyik bizalmasának számított, így nem volt meglepő, mikor Tisza 1915. május 29-én meghívta kormánya király személye körüli miniszterévé. Kinevezésekor főrendiházi tagságáról lemondott. A tisztséget a kabinet távozásáig, 1917. június 15-ig látta el. Ezalatt 1915 szeptemberében egy időközi választáson országgyűlési mandátumhoz is jutott. Miután miniszteri tisztségéből leváltották egészen az őszirózsás forradalom győzelméig (1918. október 31.) maradt a szentgotthárdi kerület képviselője. Ezután erről is lemondott és visszavonult a közélettől. Telekes határában, az egykori kistelekesi temető helyén, egy dombtetőn nyugszik, sírhelyét a Nemzeti Emlékhely és Kegyeleti Bizottság „A” kategóriában a Nemzeti Sírkert részévé nyilvánította.

## Házassága és leszármazottjai
Budapesten 1895. június 17-én feleségül vette a főnemesi gróf Forgách családból való gróf ghymesi és gácsi Forgách Klotild (Bécs, 1864. április 12.–Budapest, 1957. szeptember 5.) kisasszonyt, akinek a szülei ghymesi és gácsi gróf Forgách Antal (1819–1885) magyar királyi biztos, császári biztos, a Kassai kerület főispánja, valóságos belső titkos tanácsos, Csehország helytartója, főkancellár, országgyűlési képviselő és Éderer Florentina (1843–1922) voltak. Az apai nagyszülei gróf Forgách János Nepomuk (1787–1841), földbirtokos és liptószentiványi Szentivány Erzsébet (1792–1838) voltak. Báró Roszner Ervinné gróf Forgách Klotildnek a leánytestvére gróf Forgách Ilona (1862–1945), akinek a férje barkóczi Rosty Flórián (1845–1894), császári és királyi kamarás, követségi tanácsos, az olasz koronarend-, a török Medzsidije rend-, a svéd királyi éjszakcsillagrend-, a portugál királyi Krisztus-rend lovagja volt. Roszner Ervin báró és Forgách Klotild grófnő frigyéből született:
- báró Roszner István, aranysarkantyús vitéz. Neje: koronghi Lippich Leona.
- dr. báró Roszner Ervin

## Főbb művei
- Régi magyar házassági jog (Bp., 1887.)
- Néhány szó „Régi magyar házassági jog” című munkám védelméül (Bp., 1888.)
- Magyar agrárpolitika és a búzaárak (Bp., 1897.)